# Stefan Andrić
Stefan Andrić (Gornji Milanovac, 2. april 1996) srpski je fudbaler, koji igra na sredini terena. Trenutno igra za srpski klub FK Radnički 1923, koji se takmiči u Prvoj ligi Srbije.

## Klupska karijera
Stefan je karijeru započeo u mlađim selekcijama FK Metalac iz Gornjeg Milanovca. 
2011. Andrić prelazi u FK Radnički 1923 sa svega 15 godina, kao veoma talentovan fudbaler.

## Spoljašnje veze
- https://www.youtube.com/watch?v=mU2GSISkKKQ
- https://www.facebook.com/stefan.anri1
- https://web.archive.org/web/20160407131536/http://www.fkradnicki.com/ekipa/sredina/stefan-andric/
- http://www.transfermarkt.com/stefan-andric/profil/spieler/359439